# اقتدار سه‌گانه
اقتدار سه‌گانه (به انگلیسی: Tripartite classification of authority) نوعی طبقه‌بندی اقتدار توسط ماکس وبر (۲۱ آوریل ۱۸۶۴–۱۴ ژوئن ۱۹۲۰) جامعه‌شناس آلمانی است. او سه سنخ آرمانی رهبری سیاسی مشروع، سلطه و اقتدار را متمایز کرد. او در مورد این سه نوع سلطه، در هر دو مقاله خود انواع سه‌گانه قاعده مشروعیت که در شاهکارش یعنی کتاب اقتصاد و جامعه منتشر شد مطلب نوشت. (نگاه کنید به وبر ۱۹۲۲/۱۹۷۸: ۲۱۵–۲۱۶) و در سخنرانی کلاسیک خود با عنوان سیاست به مثابه حرفه سخن گفت. (نگاه کنید به وبر ۱۹۱۹/۲۰۱۵: ۱۳۷–۱۳۸).
1. اقتدار کاریزماتیک (شخصیت، قهرمانی، رهبری، مذهبی)،
2. اقتدار سنتی (پدرسالاران، سلطه موروثی، فئودالیسم) و
3. اقتدار عقلانی - قانونی (قانون و دولت مدرن، بوروکراسی).

این سه نوع سنخ آرمانی هستند و بندرت به شکل خالص ظاهر می‌شوند.
از نظر وبر، اقتدار قدرتی است که توسط کسانی که در معرض آن هستند، مشروع هست. گفته می‌شود این سه شکل از اقتدار در یک «نظم توسعه سلسله مراتبی» ظاهر می‌شوند. دولت‌ها از «اقتدار کاریزماتیک» به «اقتدار سنتی» پیشرفت می‌کند و در نهایت به «اقتدار عقلانی - قانونی» می‌رسد که ویژگی یک لیبرال دموکراسی مدرن است.

## سلطه کاریزماتیک
اقتدار کاریزماتیک ناشی از جذابیت شخصی یا قدرت یک شخصیت فردی است. وبر در یک سخنرانی به عنوان اقتدار موهبت فوق‌العاده و شخصی فیض (کاریزما) توصیف کرد. او آن را از دیگر اشکال اقتدار با بیان این که مردان از او [حاکم کاریزماتیک] به موجب سنت یا قانون اطاعت نمی‌کنند، بلکه به این دلیل است که به او ایمان دارند متمایز کرد. بنابراین تا زمانی که پیروان باورمند باشند که چنین قدرتی وجود دارد، قدرت یا توانایی‌های واقعی رهبر بی‌ربط است؛ بنابراین، به گفته وبر، حفظ اقتدار خود برای رهبران کاریزماتیک بسیار دشوار است زیرا پیروان باید به مشروعیت بخشیدن به اقتدار رهبر ادامه دهند. سلطه کاریزماتیک با قدرت قانونی - عقلانی و سنتی متفاوت است زیرا از سنت مستقر ناشی نمی‌شود بلکه بیشتر از اعتقاد پیروان به رهبر است. به گفته وبر، هنگامی که رهبر کاریزما خود را از دست می‌دهد یا می‌میرد، نظام‌های مبتنی بر اقتدار کاریزماتیک تمایل دارند به نظام‌های سنتی یا قانونی - عقلانی تبدیل شوند.

## سلطه سنتی
در اقتدار سنتی، مشروعیت این نوع از اقتدار از سنت یا عرف ناشی می‌شود. وبر آن را «اقتدار دیروز ابدی» توصیف کرد و آن را منبع اقتدار سلطنت‌ها معرفی کرد. در این نوع سلطه، حقوق سنتی یک فرد یا گروه قدرتمند توسط زیردستان پذیرفته می‌شود یا حداقل به چالش کشیده نمی‌شود. فرد غالب می‌تواند یک رهبر قبیله، بزرگتر، رئیس یک خانواده، یک شخصیت مردسالار یا نخبگان مسلط باشد. از نظر تاریخی این مدل، رایج‌ترین نوع حکومت بوده‌است. به گفته وبر، نابرابری‌ها توسط اقتدار سنتی ایجاد و حفظ می‌شود. اگر این اقتدار به چالش کشیده نشود، رهبر یا گروه مسلط در قدرت باقی خواهد ماند. به نظر وبر، اقتدار سنتی مانع از توسعه اقتدار عقلانی - قانونی می‌شود.

## سلطه عقلایی - قانونی
اقتدار قانونی که به عنوان اقتدار عقلانی - قانونی نیز شناخته می‌شود، جایی است که یک فرد یا مؤسسه به موجب مقام قانونی که دارند، قدرت را اعمال می‌کند. این مقام است که به جای صاحب منصب، اطاعت از مقام را می‌طلبد. به محض ترک سمت، اقتدار عقلانی - قانونی آنها از بین می‌رود. وبر قوانین منطقی ایجاد شده را به عنوان ویژگی اصلی این شکل از اقتدار شناسایی کرد. دموکراسی نمونه‌های بسیاری از رژیم‌های قانونی - عقلانی دارد. راه‌های مختلفی وجود دارد که از طریق آنها می‌توان اقتدار قانونی را توسعه داد. بسیاری از جوامع نظامی از قوانین و مقررات ایجاد کرده‌اند و اصول قانونی متعددی وجود دارد. با توسعه یک نظام حقوقی - عقلانی، احتمالاً نظام سیاسی نیز به همین ترتیب عقلانی می‌شود. قانون اساسی اسناد مکتوب، دفاتر تأسیس شده و انتخابات منظم اغلب با نظام‌های سیاسی قانونی - عقلانی مدرن همراه است. اینها در گذشته تمایل داشتند در تقابل با نظام‌های سنتی پیشین مانند نظام‌های سلطنتی توسعه پیدا کنند که در آن مجموعه قوانین به خوبی توسعه نیافته بودند. همان‌طور که این نظام‌ها به شیوه ای عقلانی توسعه می‌یابند، اقتدار شکل قانونی-عقلانی به خود می‌گیرد. کسانی که حکومت می‌کنند از حق قانونی مشروع این کار برخوردارند و افراد زیردست، قانونی بودن حاکمان را می‌پذیرند.
اگرچه اقتدار عقلانی - قانونی ممکن است توسط افراد زیردست به چالش کشیده شود، بعید است که منجر به تغییر سریع در ماهیت سیستم شود. به گفته وبر، این گونه مبارزه‌ها قدرت عمدتاً مبارزات سیاسی است و ممکن است بر اساس ملی‌گرایی یا قومیت باشد.

## طبقه‌بندی اقتدار در بستر تاریخ
وبر همچنین خاطر نشان می‌کند سلطه قانونی پیشرفته‌ترین است و اینکه جوامع از داشتن اکثراً سنتی تکامل یافته‌اند و مقامات کاریزماتیک تا اکثراً عقلایی و قانونی زیرا بی‌ثباتی اقتدار کاریزماتیک ناگزیر آن را مجبور می‌کند تا به شکل ساختارمندتری از اقتدار روتین شود. به همین ترتیب او خاطر نشان می‌کند در نوع ناب حکومت سنتی، مقاومت کافی در برابر یک استاد می‌تواند منجر به انقلاب سنتی شود؛ بنابراین، او به حرکتی اجتناب‌ناپذیر به سمت ساختار اقتدار عقلانی - قانونی با استفاده از ساختاری بوروکراتیک اشاره می‌کند. این امر با مفهوم گسترده‌تر او از عقلانی شدن از طریق پیشنهاد اجتناب‌ناپذیر حرکت در این جهت مرتبط است؛ بنابراین گاهی می‌توان این نظریه را به عنوان بخشی از نظریه تکامل فرهنگی اجتماعی در نظر گرفت.
در اقتدار سنتی، مشروعیت اقتدار از سنت ناشی می‌شود، در قدرت کاریزماتیک از شخصیت و ویژگی‌های رهبری فرد (کاریزما) و در اختیار قانونی (یا عقلایی - قانونی) از قدرت‌هایی که بوروکراسی و از نظر قانونی به مناصب خاصی وابسته هستند. نمونه کلاسیک این سه نوع را می‌توان در دین یافت: کشیش (سنتی)، عیسی (کاریزما) و کلیسای کاتولیک رومی (قانونی - عقلانی). وبر همچنین این سه نوع را در سه شیوه اصلی تعارض خود درک کرد: اقتدار سنتی در گروه‌های وضعیتی، اقتدار کاریزماتیک در طبقه اجتماعی و اقتدار قانونی - عقلانی در سازمان‌های حزبی. به نظر او هر رابطه تاریخی بین حاکمان و حاکمان دارای عناصری است که بر اساس تمایز فوق قابل تحلیل است.

## جدول مقایسه
| نوع اقتدار            | اقتدار کاریزماتیک                     | اقتدار سنتی                   | اقتدار عقلانی - قانونی                                                                      |
| --------------------- | ------------------------------------- | ----------------------------- | ------------------------------------------------------------------------------------------- |
| نوع حاکم              | رهبر کاریزماتیک                       | شخصیت غالب                    | مافوق عملکردی یا مقامات بوروکراتیک                                                          |
| موقعیت تعیین شده توسط | داشتن شخصیتی پویا                     | سنت یا روال تثبیت شده         | مرجع قانونی                                                                                 |
| با استفاده از قانون   | ویژگی‌های فوق‌العاده و قدرت‌های استثنایی | صفات اکتسابی یا ارثی (ارثی).  | فضیلت هنجارها، احکام و سایر قوانین و مقررات به‌طور عقلایی تعیین شده‌است                       |
| مشروعیت               | پیروزی و موفقیت برای جامعه            | سنت یا روال تثبیت شده         | اعتقاد عمومی به صحت صوری این قواعد و کسانی که آنها را وضع می‌کنند، یک مرجع مشروع تلقی می‌شوند |
| وفاداری               | وفاداری و فداکاری بین فردی و شخصی     | بر اساس بیعت‌های سنتی          | به اختیار / قوانین                                                                          |
| انسجام                | از نظر عاطفی ناپایدار و فرار          | احساس هدف مشترک               | رعایت قوانین (به نظریه انحراف نظریه انحراف مرتن مراجعه کنید.                                |
| رهبری                 | حاکمان و پیروان (شاگردان)             | اشکال تثبیت شده رفتار اجتماعی | قوانین، نه حاکمان                                                                           |